# Zosterops luteus
El anteojito australiano u ojiblanco amarillo (Zosterops luteus) es una especie de ave paseriforme de la familia Zosteropidae endémica de Australia.
Su hábitat natural son los manglares.

## Descripción
El anteojito australiano es un pájaro de pequeño tamaño que mide entre 11-12 cm de longitud. Sus partes superiores son de color verde manzana y las inferiores son amarillas. Se caracteriza por presentar un anillo ocular ancho de color blanco. Su pico es relativamente corto, puntiagudo y de color negro.